# Іноходцев Петро Борисович
Петро Борисович Іноходцев (рос. Пётр Борисович Иноходцев; 2 грудня 1742 — 8 листопада 1806) — російський астроном, академік Петербурзької АН (1779).
Родився в Москві. Виняткові здібності відкрили йому, синові солдата, можливість одержання освіти в гімназії та університеті при Петербурзькій АН, а потім у Геттінгенському університеті. Разом з Георгом Ловіцем успішно провів у Гур'єві спостереження проходження Венери по диску Сонця 23 травня 1769; займався потім астрономічними спостереженнями в Царицині і Саратові (1770-1773) і ледь врятувався від Пугачова, який повісив його товариша Ловіца. У 1771-1774 очолював експедицію в південно-східний район європейської Росії для з'ясування можливості спорудження каналу між Волгою і Доном. У 1779 вже екстраординарний академік. Їздив  в експедицію 1781-1785 на південь Росії для визначення географічного положення багатьох міст. Повернувшись в 1783 у Санкт-Петербург, визначено академіком і професором астрономії. Був певний час інспектором академічної гімназії і цензором в Ризі (з 1797), а з 1800 знову зайняв академічну кафедру.
Був видатним істориком астрономії. Автор робіт «Про давність, винахідників і перших началах астрономії» (1779) та «Про Александрійське училище і попередніх Іппарху астрономах» (1787, 1788). У цих роботах Іноходцев пов'язував виникнення і розвиток астрономії з практичними потребами людей, відзначав відсталість єгипетської астрономії і високо оцінював Аристарха як вченого, який ще у III ст. до н. е.. наблизився до правильного розуміння устрою Всесвіту та її масштабів. Судження Іноходцева з багатьох питань історії науки були прогресивними для його часу і вплинули на сучасників. Разом з іншими академіками Іноходцев брав участь у перекладі на російську мову «Природної історії» Ж.Бюффона і праць Л.Ейлера. Спостереження та статті Іноходцева надруковані у «Коментарях академії», в «Історичних Месяцесловах» і в «Нових щомісячних Творах» ( «Опис Каспійського моря», ч. 33).
Вів велику роботу з підготовки штурманів до астрономічних спостережень.